# Marolles-sur-Seine
Marolles-sur-Seine je francouzská obec v departementu Seine-et-Marne v regionu Île-de-France. V roce 2012 zde žilo 1 618 obyvatel.

## Sousední obce
Barbey, La Brosse-Montceaux, Cannes-Écluse, Courcelles-en-Bassée, Misy-sur-Yonne, Montereau-Fault-Yonne, Saint-Germain-Laval, La Tombe

## Vývoj počtu obyvatel
Počet obyvatel